# Ptuj
Ptuj (, en allemand : Pettau ; en latin : Poetovio) est l'une des onze communes urbaines de Slovénie. Elle est située sur la Drave, en aval de Maribor, dans la région traditionnelle de Basse-Styrie (Štajerska).

## Géographie

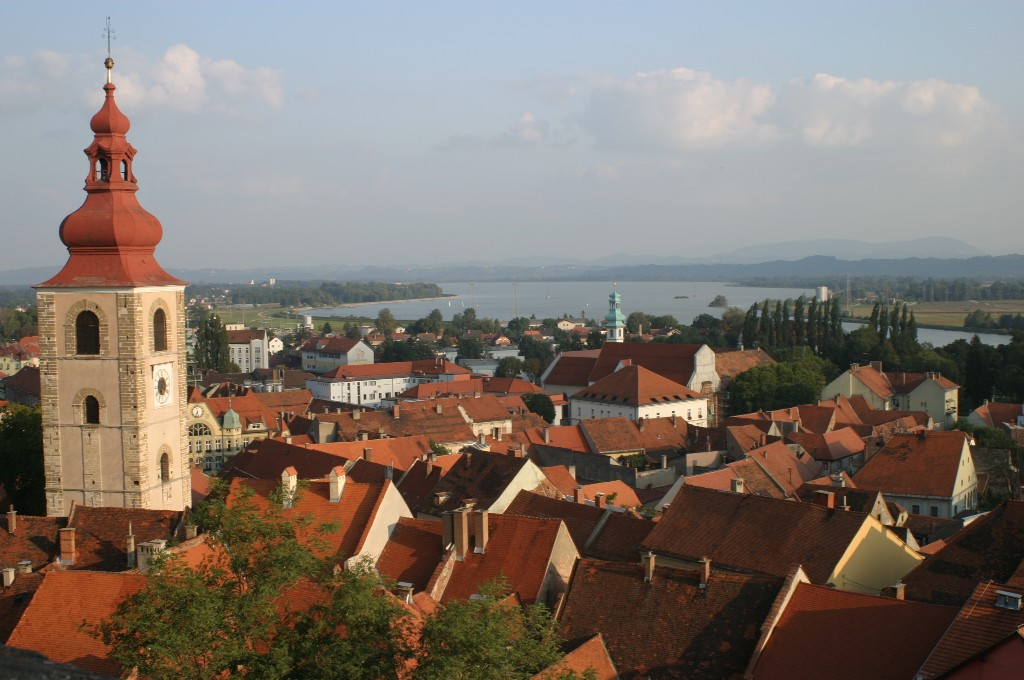
Vue générale de Ptuj, prise du château.

La ville se situe à la frange orientale de la plaine du fleuve Drave, au pied des contreforts du Slovenske Gorice. Elle se trouve à 23 kilomètres au sud-est de Maribor et à 38 kilomètres à l'ouest de Varaždin en Croatie.

## Histoire
Située sur la route de l'ambre, Ptuj est l'une des plus anciennes villes de Slovénie. Les premiers peuplements datent de l'âge de la pierre mais la ville fut particulièrement prospère sous l'Empire romain. En 69, c'est là que Vespasien fut proclamé empereur par ses légions. La première mention écrite de Ptuj date de la même année. La cité de Poetovio était le camp de base de la Legio XIII Gemina en Pannonie. Ptuj doit son nom à l'empereur Trajan († 117) qui y établit la Colonia Ulpia Traiana Poetovio et lui a octroyé les privilèges urbains. En 388, près de la colonie, les troupes de l'usurpateur Magnus Maximus ont souffert d'une défaite écrasante contre les forces de l'empereur Théodose Ier.
Au Ve siècle, les Huns pillèrent et détruisirent la ville. Après la chute de l'Empire romain, la région fut peuplée par les Avars puis par des tribus slaves. Au Moyen-Âge central, Ptuj se retrouve dans la ceinture des marches du sud-est du Saint-Empire et sous la domination des archevêques de Salzbourg ; leurs ministériels luttèrent contre les envahisseurs hongrois. L'archevêque Conrad Ier († 1147) a fini la bataille et fit construire un château fort à Ptuj pour assurer l'intégrité de la frontière impériale. De nombreux citoyens s'installèrent au niveau du passage de la Drave. En 1376, Ptuj reprend ses droits municipaux ; les privilèges ont été confirmés par l'empereur Frédéric III en 1458. Toutefois, les troupes hongroises de Mathias Corvin occupèrent la ville de 1479 jusqu'à la mort du roi en 1490.

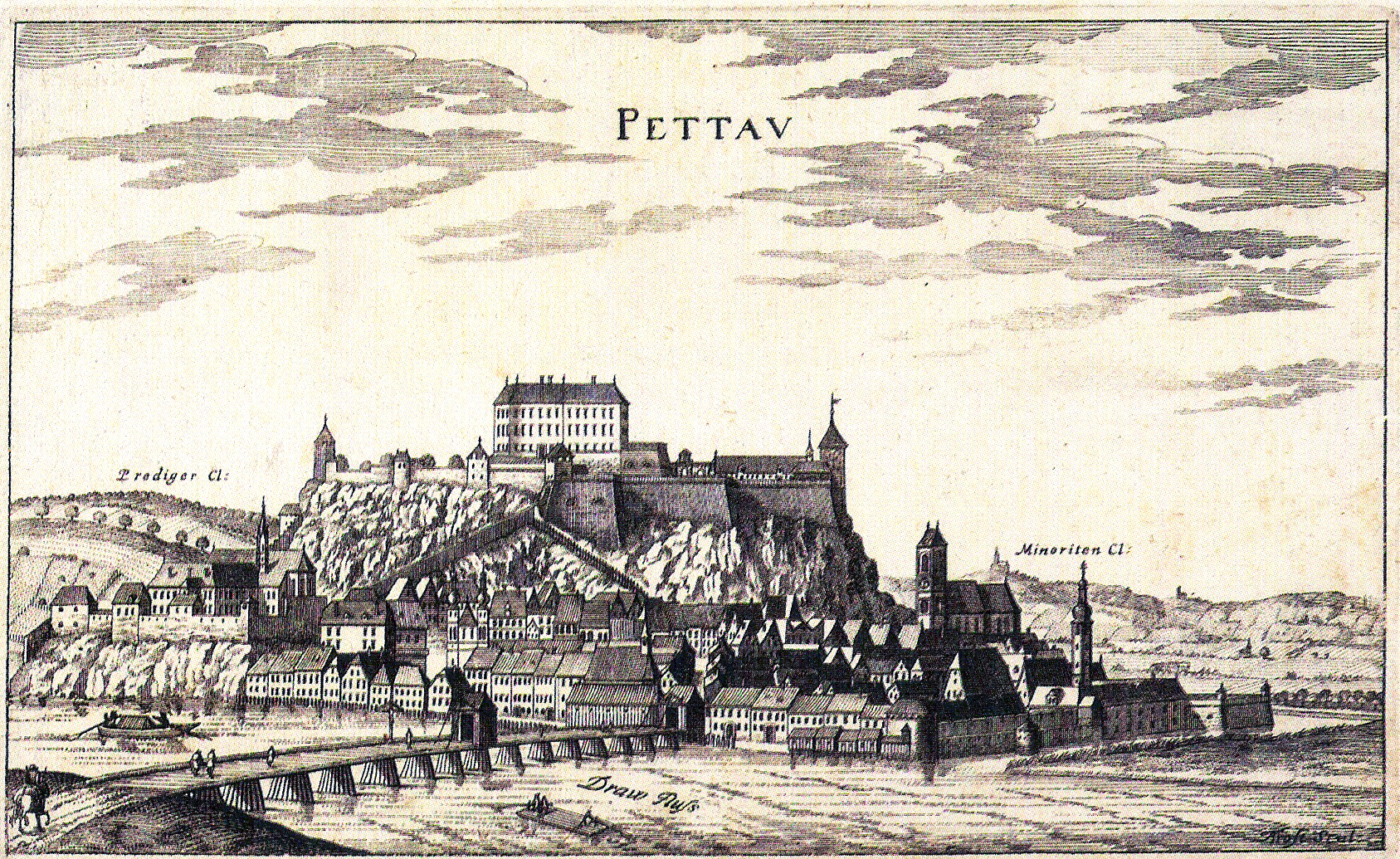
Ptuj (Pettau) en 1681.

Reconquise par Maximilien de Habsbourg, Ptuj fut rattachée définitivement au duché de Styrie sous le règne du roi Ferdinand Ier en 1555. La ville faisait partie de la monarchie de Habsbourg jusqu'à la dissolution de l'Autriche-Hongrie après la Première Guerre mondiale. Bien que la nouvelle république d'Autriche allemande a revendiqué la zone de Ptuj, la ville a été attribuée au royaume des Serbes, Croates et Slovènes (la future Yougoslavie) aux termes du traité de Saint-Germain-en-Laye signé le 10 septembre 1919.

## LesKorantiouKurenti

Koranti de Ptuj.

Ptuj est le centre du carnaval des Koranti (Kurenti), personnages masqués et couverts de peaux de moutons censés chasser l'hiver et faire revenir le printemps. Le carnaval dure plusieurs jours, mais les Koranti ne se produisent pas qu'à la fin de l'hiver.
Les Koranti de la plaine de Ptuj sont emplumés, ceux des Haloze et de Lancova vas portent des cornes. D'autres personnages (orači en slovène, ce qui veut dire "laboureurs") s'appellent pokač, plužarji et jajčar .

## Personnages célèbres
- Le patrice Oreste, né vers 420 à Poetovio, père du dernier empereur romain d'Occident, Romulus Augustule.
- Victorin de Pettau (mort en 304), évêque et martyr, commentateur de l'Écriture, dont on a conservé un commentaire de l'Apocalypse ;
- Luigi Kasimir (1881–1962), graveur, lithographe et peintre ;
- Zdenko Verdenik (né en 1949), footballeur et entraîneur ;
- Vilko Filač (1950–2008), directeur de la photographie ;
- Jan Zaveck (né en 1976), boxeur ;
- Marko Bezjak (né en 1986), joueur de handball.

## Relations internationales

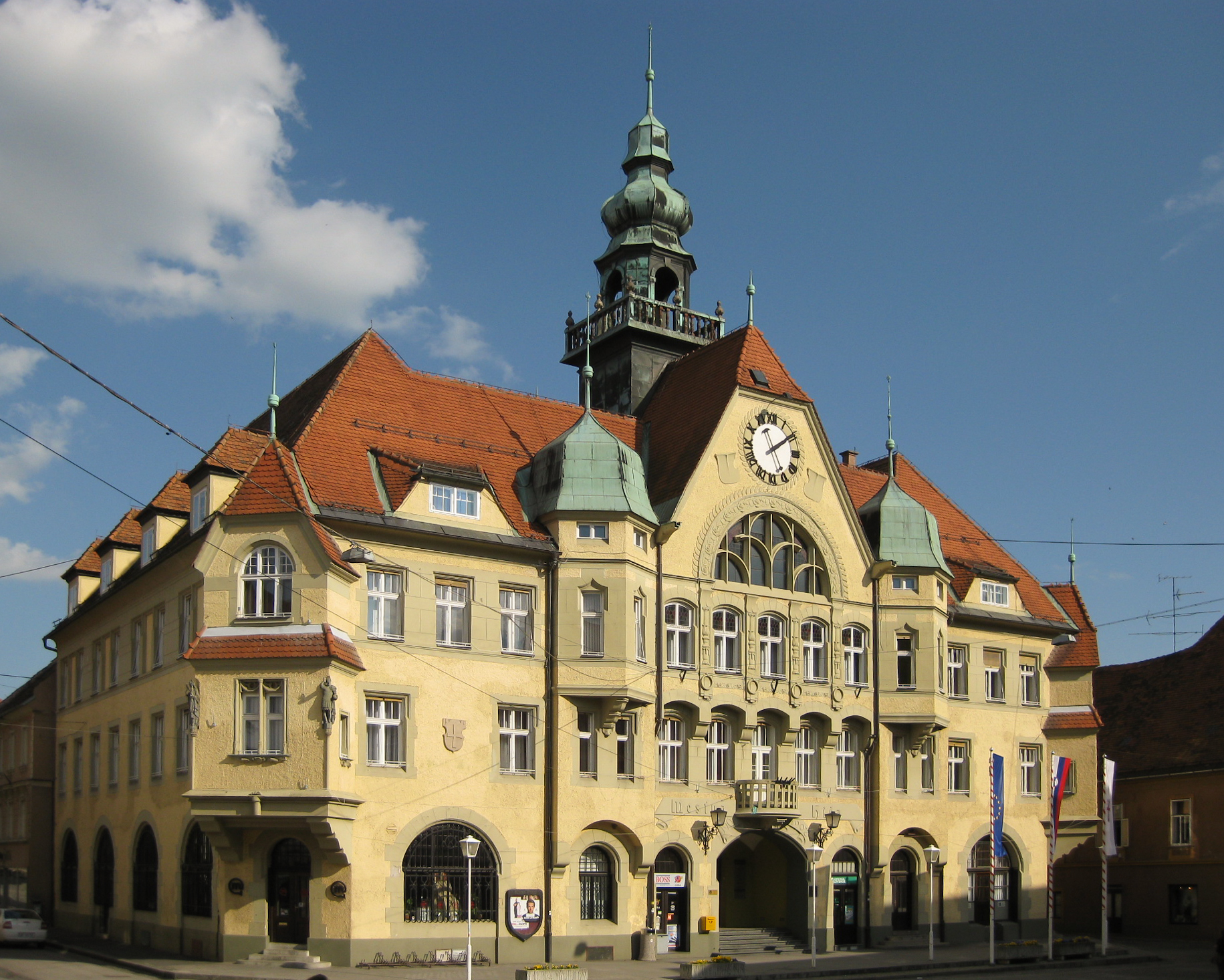
La mairie de Ptuj.

### Jumelage
La ville de Ptuj est jumelée avec :
- Aranđelovac (Serbie) ;
- Banská Štiavnica (Slovaquie) depuis 2002 ;
- Burghausen (Allemagne) depuis 2001 ;
- Saint-Cyr-sur-Loire (France) depuis 1998 ;
- Ohrid (Macédoine) depuis 2006 ;
- Varaždin (Croatie) depuis 2004.